# Липиццанская лошадь
Липицца́нская порода (липпицианская, липпизанская) — порода верхово-упряжных лошадей. Рост около 147—157 сантиметров, имеют светло-серую масть. Обладают высокими способностями к обучению сложным трюкам при массивном корпусе.
Породу начали выводить с 1580 года в деревне Липица, почему она и получила такое название. Порода связана со старинной венской Испанской школой верховой езды.

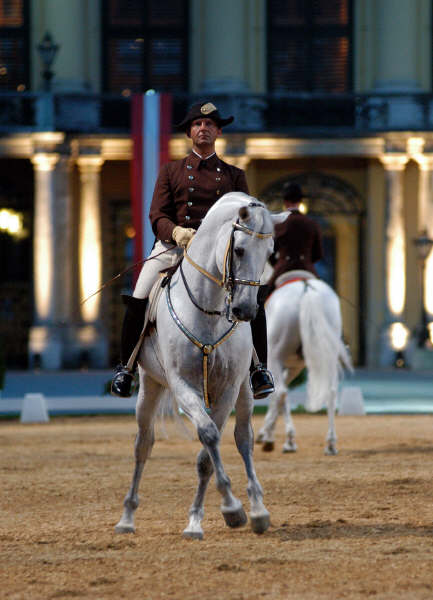

## Характеристики
В холке большинство из них 147—157 сантиметров, хотя те лошади, которые выведены ближе к упряжным, достигают 165 сантиметров.
Липицианские лошади имеют длинную голову с прямым или чуть изогнутым профилем. Челюсть глубокая, уши маленькие, глаза большие и выразительные, ноздри раздувающиеся. Имеют изогнутую твёрдую шею, холка низкая, мускулистая и широкая. У них широкая, глубокая спина, широкий круп и мускулистые плечи. Ноги мускулистые и сильные, с широкими суставами.
Они обычно медленно взрослеют, но живут активной жизнью дольше других пород. В Испанской школе верховой езды двадцатилетние лошади выполняют сложные упражнения.

## Окрас

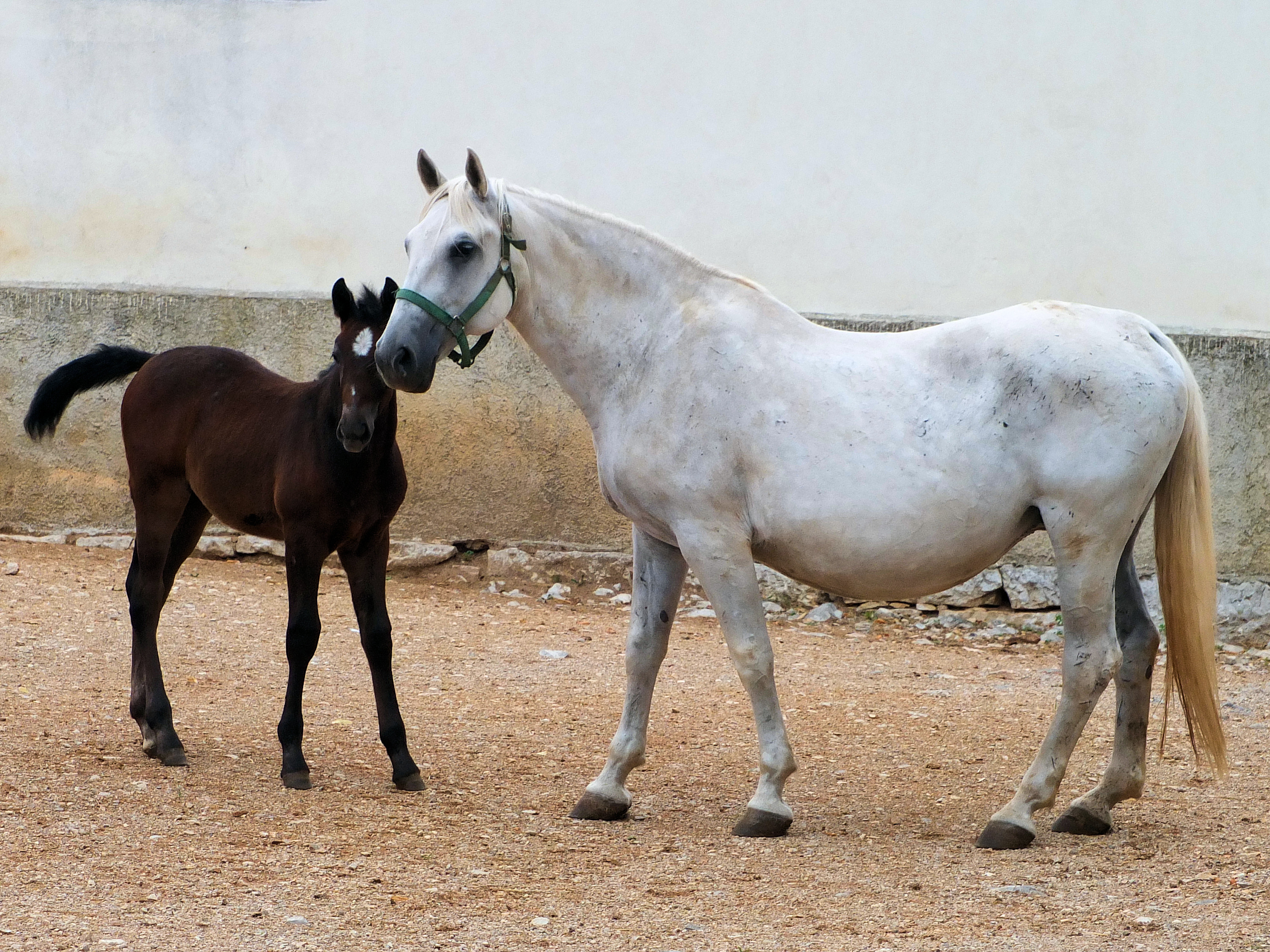
Кобыла и тёмный жеребёнок

Большинство липицианцев — белые; изредка встречаются гнедые и вороные. Подобно другим серым лошадям, у них чёрная кожа, тёмные глаза, с белым шёрстным покровом. Они рождаются тёмными и постепенно седеют в течение первых от 6 до 10 лет жизни. Их часто ошибочно относят к белым лошадям, но белые лошади рождаются светлыми и имеют светлую кожу.
До 18 века окрас был существенно более разнообразным, но белый определяется доминантным геном. Белый цвет предпочитался императорской семьёй, и поэтому коневоды отдавали ему предпочтение. Однако в Испанской школе верховой езды есть соблюдаемая и сейчас старая традиция иметь хотя бы одного тёмного жеребца.